# Puente Valizas
Puente Valizas ist eine Ortschaft im Südosten Uruguays.

## Geographie
Sie befindet sich auf dem Gebiet des Departamento Rocha in dessen Sektor 4 und Sektor 10. Der Ort ist nordwestlich von Cabo Polonio und südwestlich von Barra de Valizas gelegen. 

## Infrastruktur
Durch den Ort verläuft die Ruta 10, die hier den Arroyo Valizas überquert.

## Einwohner
Puente Valizas hatte bei der Volkszählung im Jahr 2011 32 Einwohner, davon 16 männliche und 16 weibliche. Für die vorhergehenden Volkszählungen der Jahre 1963, 1975, 1985, 1996 und 2004 sind beim Instituto Nacional de Estadística de Uruguay keine Daten erfasst worden.
| Jahr | Einwohner |
| ---- | --------- |
| 1996 | -         |
| 2004 | -         |
| 2011 | 32        |

Quelle: Instituto Nacional de Estadística de Uruguay